# Santa Felicità
A Santa Felicità Firenze egyik legrégebbi temploma, valószínűleg még az 5. században alapították. Jelenlegi formáját 1736-ban kapta. Belül két manierista kép található, az egyik címe Levétel a keresztről, a másiké Angyali üdvözlet. Mindkét mű Jacopo Pontormo alkotása. Homlokzata előtt húzódik át keresztben a Vasari-folyosó, amelyről az uralkodó Medici nagyherceg, illetve családja közvetlenül megközelíthette a templom karzatán kialakított páholyát.